# مایکل لیندزی-هاگ

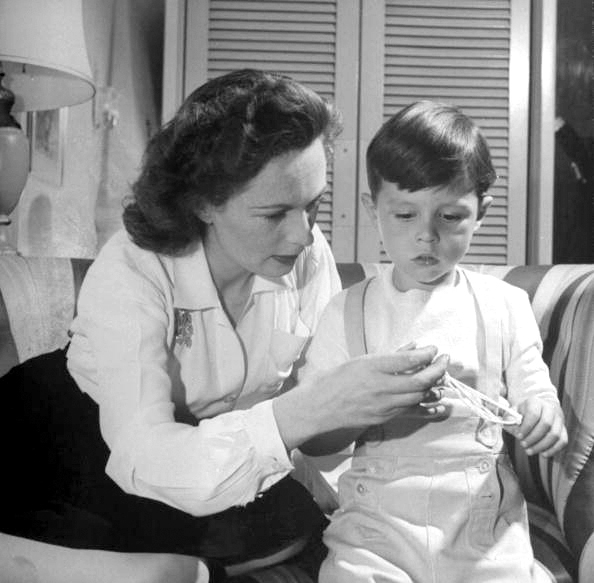
مایکل لیندزی در دوران کودکی همراه مادرش جرالدین در سال ۱۹۴۴

مایکل لیندزی-هاگ (انگلیسی: Sir Michael Edward Lindsay-Hogg, 5th Baronet؛ زادهٔ ۵ مهٔ ۱۹۴۰) کارگردان فیلم، نماهنگ و تئاتر و تلویزیون اهل ایالات متحده آمریکا است. او از سال ۱۹۶۵ میلادی تاکنون مشغول فعالیت بوده‌است.

## بخشی از فیلمشناسی
- رفتار ناشایست (۱۹۷۷)
- باری دیگر برایدزهد (۱۹۸۱)
- همچنان که هست (۱۹۸۶)
- شکارچی نازی (۱۹۸۶)
- دختر کوچولوی مسابقه (۱۹۸۷)
- موضوع زیبایی (۱۹۹۱)
- در انتظار گودو (۲۰۰۱)